# دليل بن يحيى
دليل بن يحيى (ولد في 21 أبريل 1990 في ستوكهولم، السويد) هو لاعب كرة قدم جزائري سويدي سابق لعب لآخر مرة مع آي كي سيريوس.

## المسيرة الكروية
ولد بن يحيى في ستوكهولم بالسويد.
في عام 2004، اختير بن يحيى كلاعب البطولة في كأس نايك في السويد ومثل البلاد في جلسة تدريبية عالية الأداء لمدة أسبوع في مانشستر يونايتد. في عام 2006، حصل على تجربة لمدة أسبوع واحد من قبل نادي تشيلسي. في العام التالي، حصل أيضًا على تجربة أداء لمدة 10 أيام مع أياكس أمستردام.
في 14 يوليو 2008، وقع بن يحيى عقدًا لمدة 3 سنوات مع نادي فايله بعد أدائه التجارب.  عاد إلى IF Brommapojkarna في عام 2009، وأعفي في عام 2011.
في 2 أغسطس 2012، بعد فترة من الوقت كعامل حر، تم لم شمل بن يحيى مع مدرب برومابوجكارنا السابق كيم بيرجستراند لمدة عام ونصف العام مع أي كي سيريوس.
اعتزل كرة القدم الاحترافية بعد موسم 2014.

## المسيرة الدولية
في 29 سبتمبر 2010، استدعي بن يحيى للمنتخب الجزائري تحت 23 سنة لمباراة ودية ضد قطر. في 12 أكتوبر، ظهر لأول مرة في المباراة، حيث فازت بها الجزائر 1-0.

## روابط خارجية
- دليل بن يحيى على موقع اتحاد السويد (السويدية)
- دليل بن يحيى على موقع قاعدة بيانات كرة القدم.إي يو (الإنجليزية)